# Halwat el lambout
Le halwat el lambout est un gâteau sec algérien, composé de farine, d'œufs, de beurre et de sucre. Il est parfumé à la vanille et au citron. Il est souvent décoré avec du chocolat fondu.
Son nom se traduit par « gâteau à l'entonnoir », ustensile utilisé pour son façonnage et qui peut être remplacé par une poche à douille.